# Bare
Bare település Szerbiában, a Raskai körzet Novi Pazar-i községben.

## Népesség
- 1948-ban 124 lakosa volt.
- 1953-ban 145 lakosa volt.
- 1961-ben 168 lakosa volt.
- 1971-ben 164 lakosa volt.
- 1981-ben 126 lakosa volt.
- 1991-ben 71 lakosa volt.
- 2002-ben mindössze 36 lakosa volt, akik mindannyian szerbek.